# Кабель жизни
Ка́бель жи́зни — высоковольтный кабель, проложенный по дну Ладожского озера для обеспечения блокадного Ленинграда электричеством с восстановленной Волховской ГЭС. Назван по аналогии с «Дорогой жизни». Прокладывался с августа по ноябрь 1942 года силами Ладожской военной флотилии. Благодаря подводному заложению кабель был недосягаем для авиации и артиллерии немцев. Всего было проложено пять ниток кабеля.

## История
В сентябре 1942 года, для снабжения Ленинграда электроэнергией с восстановленной Волховской ГЭС, от Волхова до Ленинграда была построена воздушная ЛЭП напряжением 60 кВ; данное напряжение было нестандартным напряжением для СССР, но для этой линии были использования стандартные опоры для напряжения 35 кВ, с изоляцией на линейное напряжение, для сетей с изолированной нейтралью. Инженеры решили для этой линии использовать схему с глухозаземленной нейтралью, что позволило поднять напряжение в 1.73 кВ и увеличить пропускную способность. Подводный участок состоял из уложенных по дну Шлиссельбургской бухты нескольких кабелей на 10 кВ.
Кроме электрических кабелей по дну Ладожского озера также были проложены кабель телефонной связи и топливный трубопровод.

### Кабель
Подводный кабель был выпущен на заводе «Севкабель» в Ленинграде. К началу августа 1942 года было изготовлено более 100 км подводного кабеля марки СКС сечением 3×120 кв. мм, выдерживающего напряжение в 10 кВ. По причине отсутствия изоляционной бумаги в блокадном Ленинграде была использована бумага с водяными знаками, предназначенная для выпуска денег. Наружный диаметр кабеля 64 мм, вес погонного метра 16 кг, длина кабеля на одном барабане — 500 м. Для соединения использовались герметичные муфты массой по 187 кг каждая. Кабель на более чем 40 барабанах был перевезён к бухте Морье на Ладожском озере, где производился монтаж.

### Подготовительные работы
Прокладка выполнялась 27-м отрядом подводно-технических работ АСС КБФ в период с 1 сентября по 31 декабря 1942г, всего на прокладку ушло около 80 рабочих часов; остальное время ушло на подготовительные работы. Общая протяжённость пяти фидеров 102,5 км (по 20,5 км каждый), максимальная глубина на трассе 13 м, расстояние между кабелями 200 м, на прибрежном участке 50 м.

### Прокладка
Военным советом Ленинградского фронта было отведено 60 дней на монтаж, причём кабель мог укладываться только ночью из-за опасности авианалётов. По этой причине был разработан новаторский метод укладки подводного кабеля, позволивший, находясь на открытой воде не более 10—12 часов, уложить полную длину «нитки». Кабель предварительно монтировался на барже, спрятанной в бухте Морье. Затем за один проход баржи и вспомогательного судна по озеру со скоростью 2—2,5 км в час кабель укладывался в самом узком месте Ладожского озера (23,5 км) на глубину до 18—20 м (первая и пятая нитки были уложены в два прохода). По первой нитке кабеля электричество начало поступать в сеть Ленэнерго 23 сентября 1942 года. С момента включения до конца 1943 года по кабелю было передано в Ленинград более 25 млн кВт·ч электроэнергии, что позволило восстановить производство на заводах, трамвайное движение в городе и дать свет в квартиры.

### Ледовая линия
После того, как озеро покрылось льдом, в дополнение к подводному кабелю была построена «ледовая линия» — провода были натянуты на вмороженных в лёд опорных столбах с изоляторами. Протянувшуюся на 30 км (с восточного берега озера до подстанции в Коккорево) ЛЭП включили 13 января 1943 года. После этого электроснабжение Ленинграда значительно улучшилось: лимит на семью из трёх человек составил 2 часа работы лампочки мощностью в 40 ватт в день. «Ледовая линия» просуществовала 68 суток и весной была демонтирована.

### По окончании блокады
После полного снятия блокады Ленинграда «кабель жизни» был поднят со дна озера и использован при ремонте городских линий. Большая часть кабеля была проложена под Невским проспектом. Части кабеля представлены в Музее истории Петербурга.